# Кеннелли, Райан
Райан Кеннелли (англ. Ryan Kennelly; 1975, Трай-Ситиз, Вашингтон) — американский пауэрлифтер. Является действующим обладателем мирового рекорда по жиму лежа в многослойной экипировке. 8 ноября 2008 года Райан в городе Кенневик, Вашингтон на соревнованиях «Pride Powerlifting Strength Wars» выжал штангу весом 487,6 кг (1075 фунтов) в экипировке, что на сегодняшний день является абсолютным рекордом в жиме лёжа
. На данный момент лучший результат Райан Кеннелли в жиме лёжа без экипировки 297 кг.
Как признается сам Райан Кеннели, в детстве он совсем не занимался спортом, в старшей школе его выгнали из команд по американскому футболу, бейсболу и баскетболу.Переломный момент в жизни Райана наступил в возрасте 15 лет, когда он посмотрел видео с Ли Хейни (бодибилдер). Кеннели захотел заняться железом и пришел в тренажерный зал. На удивление всем он выжал лежа 96 кг в первый раз. Юниорский рекорд в то время в его категории был 145 кг, и Кеннели решил его побить.
В 1995 году в возрасте 21 года Райан Кеннелли приседает 225 кг на 5 раз и жмет 185 на 3.
На своих первых соревнованиях Райан выступает в мае 1996 года, где ему при собственном весе 89 кг покоряется 170 кг.
В интервью Кеннели говорит, что употреблял много алкоголя, но, бросив пить, он смог достичь невероятных успехов, например, в 1998 году его результат в жиме лежа сразу увеличился с 242,5 кг до 280, что превышало рекорд США, установленный Билом Гилеспи.
В 2000 году женился на девушке по имени Мелисса. Проживает в Moses Lake, Washington. Работает персональным тренером в клубе "Sleek Physique".
В 2010 году Райан Кеннелли был арестован за распространение анаболических стероидов. После проведённых 6 дней в тюрьме и уплаченных 25 тысяч долларов он был освобождён под залог.